# براملی لیدز
براملی لیدز (به انگلیسی: Bramley) یک شهرک در بریتانیا است که در سیتی لیدز واقع شده‌است. براملی لیدز ۲۱٬۶۸۱ نفر جمعیت دارد.